# کوریا دل ریو
کوریا دل ریو (به اسپانیایی: Coria del Río) یک منطقهٔ مسکونی در اسپانیا است که در سبیا واقع شده‌است. کوریا دل ریو ۶۱٫۹۹ کیلومتر مربع مساحت دارد ۵ متر بالاتر از سطح دریا واقع شده‌است.